# Abietinaria laevimarginata
Abietinaria laevimarginata är en nässeldjursart som först beskrevs av James Cunningham Ritchie 1907.  Abietinaria laevimarginata ingår i släktet Abietinaria och familjen Sertulariidae. Inga underarter finns listade i Catalogue of Life.